# 大架坨子遗址
大架坨子遗址，位于中国吉林省双辽市那木斯蒙古族乡张家村大架坨子屯，为一个省级文物保护单位，类型为古遗址，公布时间为2007年5月31日。该文物保护单位由双辽市文管所管理。
大架坨子遗址的历史年代为新石器、青铜、辽金。